# Naucz mnie
Naucz mnie – singel Sarsy, wydany 30 kwietnia 2015, promujący jej debiutancki album studyjny Zapomnij mi. Utwór został napisany i skomponowany przez samą wokalistkę (tekst i muzyka) we współpracy z Tomaszem Konfederakiem (muzyka).
Przebój był notowany na 1. miejscu listy AirPlay, najczęściej granych utworów w polskich rozgłośniach radiowych. Piosenka zdobyła nagrodę Eska Music Award w kategorii Najlepszy hit.
Nagranie otrzymało w Polsce status diamentowego singla, przekraczając liczbę 100 tysięcy sprzedanych kopii. Był to najlepiej sprzedający się singel polskiego wykonawcy w postaci cyfrowej w Polsce w 2015 roku, za co ZPAV przyznał mu wyróżnienie Cyfrowej Piosenki Roku.

## Autorstwo i wydanie
Piosenkę napisała i skomponowała sama wokalistka we współpracy z Tomaszem Konfederakiem, który współtworzył muzykę do utworu. Kompozycja została utrzymana w stylistyce łączącej muzykę alternatywną i pop z elementami muzyki elektronicznej.
Nagranie zostało wydane 30 kwietnia 2015 w formacie digital download przez wytwórnię Universal Music Polska. Piosenka była pierwszym singel promującym debiutancki album studyjny artystki – Zapomnij mi.

„Naucz mnie” pokazuje w jaki sposób można połączyć klimaty offowe, alternatywne z odpowiednio dobranymi dźwiękami pop. Dzięki nośności utworu „Naucz mnie” mogę przyciągnąć szersze grono odbiorców do mojej twórczości alternatywnej. To krok do przodu w moich dotychczasowych dokonaniach, bo czuje, że udało mi się pokazać, że muzyka pop to szerokie pojęcie i nie musi kojarzyć się z muzyką tandetną. Z popu wzięłam to, co najbardziej szlachetne i ciekawe, to, co idealnie współbrzmi z muzyką wybiegającą poza mainstream, jaką dotychczas uprawiałam.

## Wykonania na żywo
17 maja 2015 kompozycja po raz pierwszy została zaprezentowana przez Sarsę przed szerszą publicznością w programie Dzień dobry TVN. Artystka wykonała ją również 28 czerwca w Kołobrzegu oraz 26 lipca w Łodzi podczas koncertów w ramach Lato Zet i Dwójki, gdzie piosenka dwukrotnie zwyciężyła w głosowaniu widzów na „przebój koncertu”.
W lipcu 2015 utwór reprezentował Polskę na Bałtyckim Festiwalu Piosenki w szwedzkim mieście Karlshamn.
Sarsa ponadto wielokrotnie wykonywała „Naucz mnie” podczas dużych imprez transmitowanych przez TV m.in. 29 sierpnia 2015 na gali Eska Music Awards czy podczas koncertu sylwestrowego Sylwester z Dwójką 2015 we Wrocławiu, organizowanego przez TVP2 i Radio Zet.

## „Naucz mnie” w radiach
Utwór był promowany przez rozgłośnie radiowe, w tym te ogólnopolskie. Kompozycja znalazła się na wielu radiowych listach przebojów, m.in. na 1. miejscu na listach w stacjach radiowych takich jak RMF FM, Eska, RMF Maxxx czy Radio Zet.
Singel dotarł do 1. miejsca listy AirPlay, najczęściej granych utworów w polskich rozgłośniach radiowych, gdzie pozostawał na szczycie przez sześć tygodni z rzędu.

## Teledysk
5 maja 2015 odbyła się premiera teledysku do piosenki. Klip był realizowany w Łodzi, a wyreżyserowała go Olga Czyżykiewicz. W niecałe dwa miesiące liczba wyświetleń wideo przekroczyła 10 milionów. Do końca 2015 teledysk do „Naucz mnie” zanotował w serwisie YouTube ponad 35 milionów wyświetleń.
- Reżyseria: Olga Czyżykiewicz
- Zdjęcia: Adam Romanowski
- Asystent operatora: Alexandr Tsymbaliuk
- Kierownik produkcji: Aneta Dzik
- Montaż: Nikodem Chabior
- Make up: Paula Adryańczyk, Maja Adamiak
- Styliści: Iwona Łęczycka, Stark Chokure, Kasia Klimczyk, Marta Tarnowska
- Fryzjerzy: Piotr Wieczorek, Paula Adryańczyk, Elżbieta Paszkowska
- Tancerze: Karol Miszczak, Oskar Oborski, Marek Szczygał, Franciszek Wojciechowski, Bartłomiej Zając, Mateusz Sobacz

Teledysk znalazł się na 1. miejscu na liście najczęściej odtwarzanych teledysków przez telewizje muzyczne.

## Sukces komercyjny
Singel pokrył się diamentem, przekraczając liczbę 100 tysięcy sprzedanych egzemplarzy. Był to pierwszy w Polsce diamentowy certyfikat dla singla przyznany przez Związek Producentów Audio Video. „Naucz mnie” był też najlepiej sprzedającym się singlem polskiego wykonawcy w postaci cyfrowej w Polsce w 2015 roku, za co ZPAV przyznał mu wyróżnienie Cyfrowej Piosenki Roku.
21 października 2015 kompozycja odnotowała w serwisie Spotify 1 611 550 odtworzeń i stała się najpopularniejszą polską piosenką w tym serwisie, tym samym pobiła rekord, który wcześniej należał do utworu „Trójkąty i kwadraty” Dawida Podsiadło.
Teledysk zrealizowany do piosenki był drugim najczęściej oglądanym teledyskiem w Polsce oraz najpopularniejszym polskim teledyskiem w 2015 roku.
Utwór zdobył ponadto szereg nagród i wyróżnień, m.in. podczas gali Eska Music Awards 2015 został nagrodzony statuetką w kategorii Najlepszy hit, a w organizowanym przez radio RMF FM plebiscycie został „przebojem lata”.

## Lista utworów
- Digital download[3]

1. „Naucz mnie” – 3:15

## Notowania
| Kraj   | Lista (2015)      | Najwyższa pozycja |
| ------ | ----------------- | ----------------- |
| Polska | AirPlay – Top     | 1                 |
| Polska | AirPlay – Nowości | 1                 |
| Polska | AirPlay – TV      | 1                 |

| Kraj   | Lista (2015)                              | Najwyższa pozycja |
| ------ | ----------------------------------------- | ----------------- |
| Polska | Radio Bielsko (Codzienna Lista Przebojów) | 1                 |
| Polska | Radio Eska (Gorąca 20)                    | 1                 |
| Polska | Radio PiK (Lista przebojów)               | 1                 |
| Polska | Radio Szczecin (SLiP)                     | 1                 |
| Polska | Radio Zet (Lista przebojów)               | 1                 |
| Polska | RMF FM (POPLista)                         | 1                 |
| Polska | RMF Maxxx (Hop Bęc)                       | 1                 |
| Polska | Wietrzne Radio (Top 15)                   | 3                 |

| Kraj   | Lista (2015) | Pozycja |
| ------ | ------------ | ------- |
| Polska | ZPAV         | 11      |

## Certyfikat
| Kraj          | Certyfikat | Sprzedaż |
| ------------- | ---------- | -------- |
| Polska (ZPAV) | diament    | 100 000+ |

## Nagrody i nominacje
| Rok  | Konkurs                                             | Kategoria                                                     | Rezultat   |
| ---- | --------------------------------------------------- | ------------------------------------------------------------- | ---------- |
| 2015 | Lato Zet i Dwójki 2015 (Kołobrzeg)                  | Przebój koncertu                                              | Wygrana    |
| 2015 | Lato Zet i Dwójki 2015 (Łódź)                       | Przebój koncertu                                              | Wygrana    |
| 2015 | Eska Music Awards 2015                              | Najlepszy hit                                                 | Wygrana    |
| 2015 | Przebój lata RMF FM 2015                            | Przebój lata                                                  | Wygrana    |
| 2015 | The Year in Vevo 2015                               | Polak potrafi                                                 | Nominacja  |
| 2015 | Najlepsi 2015 – Plebiscyt Onet.pl                   | Najlepsza piosenka – Polska                                   | 5. miejsce |
| 2015 | Gorąca 100                                          | 100 największych hitów 2015                                   | 7. miejsce |
| 2015 | Plebiscyt Radia Zet                                 | Sylwestrowy przebój nr 1                                      | 5. miejsce |
| 2015 | Przebój roku RMF FM 2015                            | Przebój roku                                                  | 9. miejsce |
| 2015 | Top 50 Poplisty RMF FM                              | 50 najczęściej notowanych utworów na Popliście w 2015         | 3. miejsce |
| 2015 | Podsumowanie notowań Listy Przebojów Radia Zet 2015 | Najpopularniejsze utwory na Liście Przebojów Radia Zet w 2015 | Wygrana    |
| 2016 | Polsat SuperHit Festiwal 2016                       | Radiowy przebój roku                                          | Wygrana    |
| 2016 | Polsat SuperHit Festiwal 2016                       | Cyfrowa Piosenka Roku                                         | Wygrana    |